# Pulsellum occidentale
Pulsellum occidentale är en blötdjursart som först beskrevs av Henderson 1920.  Pulsellum occidentale ingår i släktet Pulsellum och familjen Pulsellidae. Inga underarter finns listade i Catalogue of Life.